# AC Tervant
AC Tervant was een Belgische voetbalclub uit Tervant, een gehucht van Paal. De club was aangesloten bij de KBVB met stamnummer 8121 en had paars en wit als kleuren. In 2018 fuseerde de club met KFC Flandria Paal tot KFC Paal-Tervant.

## Geschiedenis
Na de Tweede Wereldoorlog speelde in Tervant voetbalclub Toekomst Tervant in de provinciale reeksen. De club was opgericht in 1944, maar rond de jaren 50 verdween deze club. De volgende jaren werden in het gehucht enkel vriendschappelijk gevoetbald. In de jaren 60 ontstond een nieuwe club, die zich uiteindelijk aansloot bij de KBLVB, een amateurvoetbalbond. Na het behalen van de titel ontstond er enigheid in de club. Een aantal mensen bleef bij de KBLVB vertrok naar een nieuw terrein, een aantal andere bleven op het oude terrein en speelden als Florida Boys verder.
Op het nieuwe terrein kwamen kleedkamers en een kantine, en in 1974 maakte men de overstap naar de KBVB. De club ging er van start in de Limburgse Vierde Provinciale, het laagste niveau. De club trad ook met een reserveploeg en meerdere jeugdploegen in competitie. In 1979/80 was Tervant de eerste club in Limburg die zich van een titel wist te verzekeren en men werd er ook algemeen kampioen in Vierde Provinciale. Tervant promoveerde naar Derde Provinciale. In 1983 stootte men door naar Tweede Provinciale. In 1992 volgde opnieuw de degradatie. Rond de millenniumwisseling ging de club enkele malen op en neer tussen Tweede en Derde Provinciale. Het huidige seizoen speelde AC Tervant in de derde provinciale A, ze eindigden hoog en konden barrages afdwingen om terug naar tweede provinciale te gaan maar hier verloren ze tegen voetbalclub Turkse FC, tevens een ploeg uit Beringen.